# ديان لي
ديان لي هي مغنية وكاتبة غنائية كندية، ولدت في عقد 1940 في تورونتو في كندا.